# 에피타프 레코드
에피타프 레코드(Epitaph Records)는 미국 캘리포니아주 할리우드의 음반사이다. 배드 릴리전의 기타리스트 브렛 구어위츠가 소유하고 있다.

## 음악가
다음은 에피타프에 소속되어 있거나, 예전에 소속되었던 음악가들이다.
| - 앳모스피어(Atmosphere) - 배드 릴리전(Bad Religion) - Beatsteaks - 바운싱 솔스(The Bouncing Souls) - 버스드라이버(Busdriver) - 케이든스 웨폰(Cadence Weapon) - 컨버지(Converge) - 쿠프(The Coup) - 데인저 둠(Danger Doom) - 드래프트(The Draft) - 이스케이프 더 페이트(Escape the Fate) - 페어웰(Farewell) - 갤로스(The Gallows) - 그라인더맨(Grinderman) - 헤븐스(Heavens) - Heideroosjes - 하이어(The Higher) - 아이 앰 고스트(I Am Ghost) - 위저 (Weezer) | - 로커스트(The Locust) - 매치스(The Matches) - Millencolin - 모션 시티 사운드트랙(Motion City Soundtrack) - 오프스프링(The Offspring) - 아워 라스트 나이트(Our Last Night) - 파크웨이 드라이브(Parkway Drive) - 페니와이즈(Pennywise) - 풀리(Pulley) - 랜시드(Rancid) - 로보캅 크라우스(The Robocop Kraus) - 세이지 프랜시스(Sage Francis) - 섬 걸스(Some Girls) - 사운드 오브 애니멀스 파이팅(The Sound of Animals Fighting) - 스토리 오브 더 이어(Story of the Year) - 타이거 아미(Tiger Army) - 배너(Vanna) - The Weakerthans - 유스 그룹(Youth Group) |